# Lumbrineris abyssicola
Lumbrineris abyssicola är en ringmaskart som beskrevs av Uschakov 1950. Lumbrineris abyssicola ingår i släktet Lumbrineris och familjen Lumbrineridae. Inga underarter finns listade i Catalogue of Life.